# 甘提婆
甘提婆，又译甘狄拨，古印度史诗《摩诃婆罗多》中英雄阿周那所持之弓。阿周那掌控此弓，克敌制胜，得名“甘提婆之持有者”（गाण्डीवधारी）。

## 传说
《火烧甘味林篇》中记载，火神阿耆尼欲吞噬甘味林，恢复昔日的力量与荣光，便向奎师那和阿周那这两位英雄寻求帮助，其中阿周那是有史以来最为伟大的射手。阿周那向阿耆尼寻求一件可与其武技、力量相称的趁手武器，最终阿耆尼为其提供了一架旗帜上饰有神猴哈奴曼图案的战车、阿周那梦寐以求的武器甘提婆，以及两个箭支取之不尽的箭袋。
俱卢之战中，甘提婆大放异彩，阿周那亦因此立于不败之地。许多伟大的战士和神灵皆成为阿周那的弓下亡魂，如信度王国国王胜车、太阳神苏利耶之子迦尔纳。
据《摩诃婆罗多》中《升天篇》所载，青铜时代（即德伐波罗时）将要结束时，奎师那之灵识离开肉身，回归天国。此时的阿周那无法挽弓射箭，亦无法记住关键的咒语以召唤神器。在般度五子前往天国之途中，阿周那邂逅阿耆尼，遵其旨意将弓与箭袋扔入水中，归还给水神伐楼拿。

## 特征
该弓周身装饰华美，光彩溢目；其威力相当于10万把普通弓弩，坚不可摧，诸天神与众乾闼婆皆敬拜之。持弓者通过辛劳努力得来的自信与骄傲皆满溢其中。